# Tablelands (Neufundland)

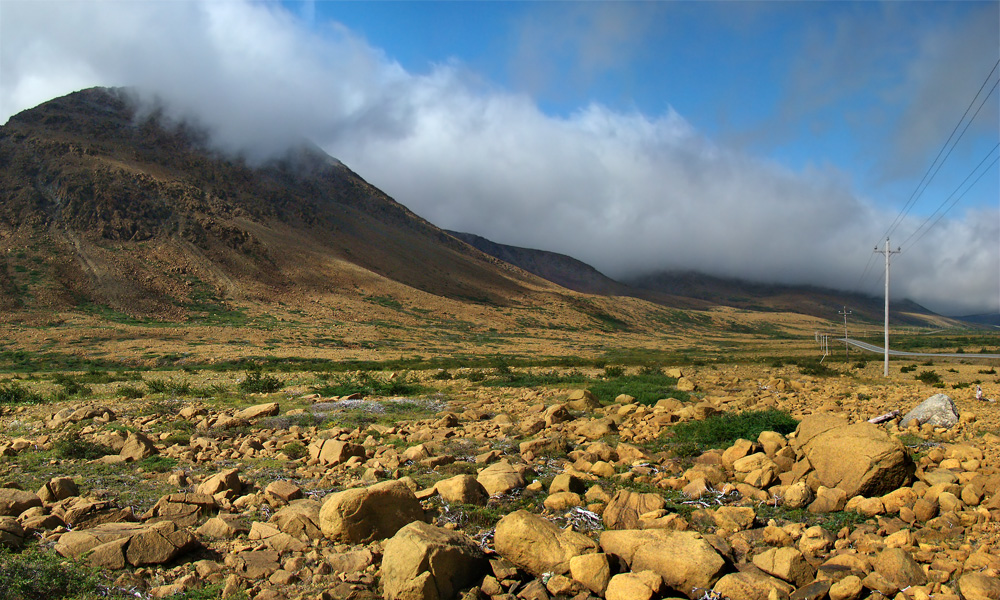
Landschaftsbild der Tablelands

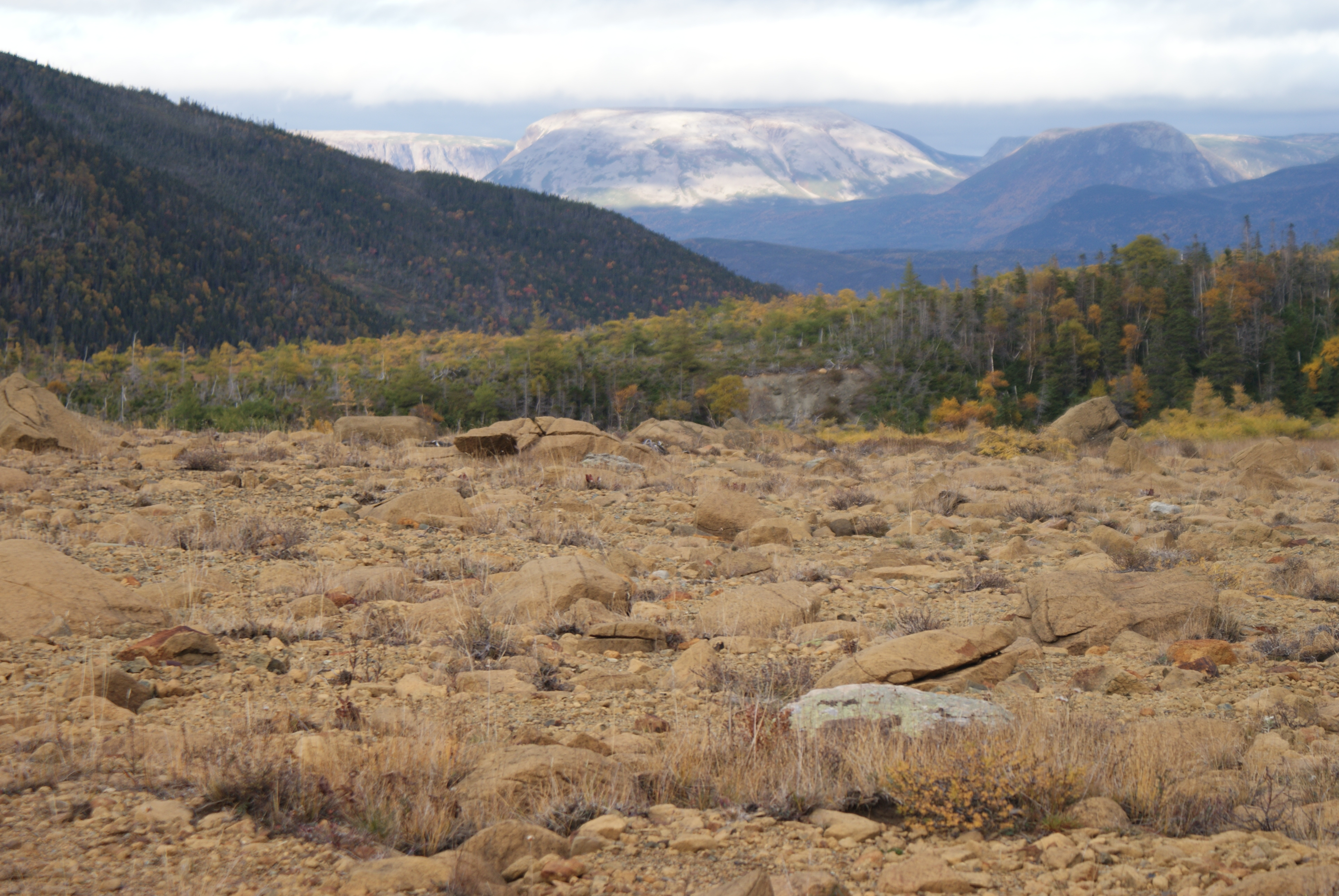
Der Gros Morne Mountain von den Tablelands aus gesehen

Unter den Tablelands versteht man ein Gebiet innerhalb des kanadischen Gros-Morne-Nationalpark auf Neufundland. Sie gehören zu den Long Range Mountains, einem Ausläufer der Appalachen.
Der Gros-Morne-Nationalpark wurde aufgrund der Tablelands zum UNESCO-Weltnaturerbe erklärt. Die Tablelands zeichnen sich durch ein karges und wüstenartiges Landschaftsbild mit ockergelber Farbgebung aus. Die Tablelands bestehen aus einer Gruppe von Hochflächen, kleinen Bergen und Tälern.
Das Gebiet befindet sich im südwestlichen Teil des Gros-Morne-Nationalparks, der auf der westlichen Seite Neufundlands gelegen ist. Zu den Tablelands gelangt man durch eine Abzweigung südlich der Straße 431 zwischen Woody Point und Trout River.

## Geologie
Für gewöhnlich sieht man weltweit nur die Gesteine der dünnen Erdkruste. Nur an ganz wenigen Orten auf der Erde wurde das tiefer liegende Gestein des Erdmantels durch Faltungen bis an die Erdoberfläche gehoben. Einer dieser seltenen Orte sind die Tablelands des Gros Morne Nationalparks im Westen Neufundlands. Durch Forschungsarbeiten in den Tablelands konnte unter anderem die Theorie der Plattentektonik bestätigt werden.
Das Gestein ist ockergelb und weist an frischen Bruchstellen grünliche bis grauschwarze Plättchen aus Peridotit auf, welche durch Langs- und Querrisse entstanden sind.

## Flora

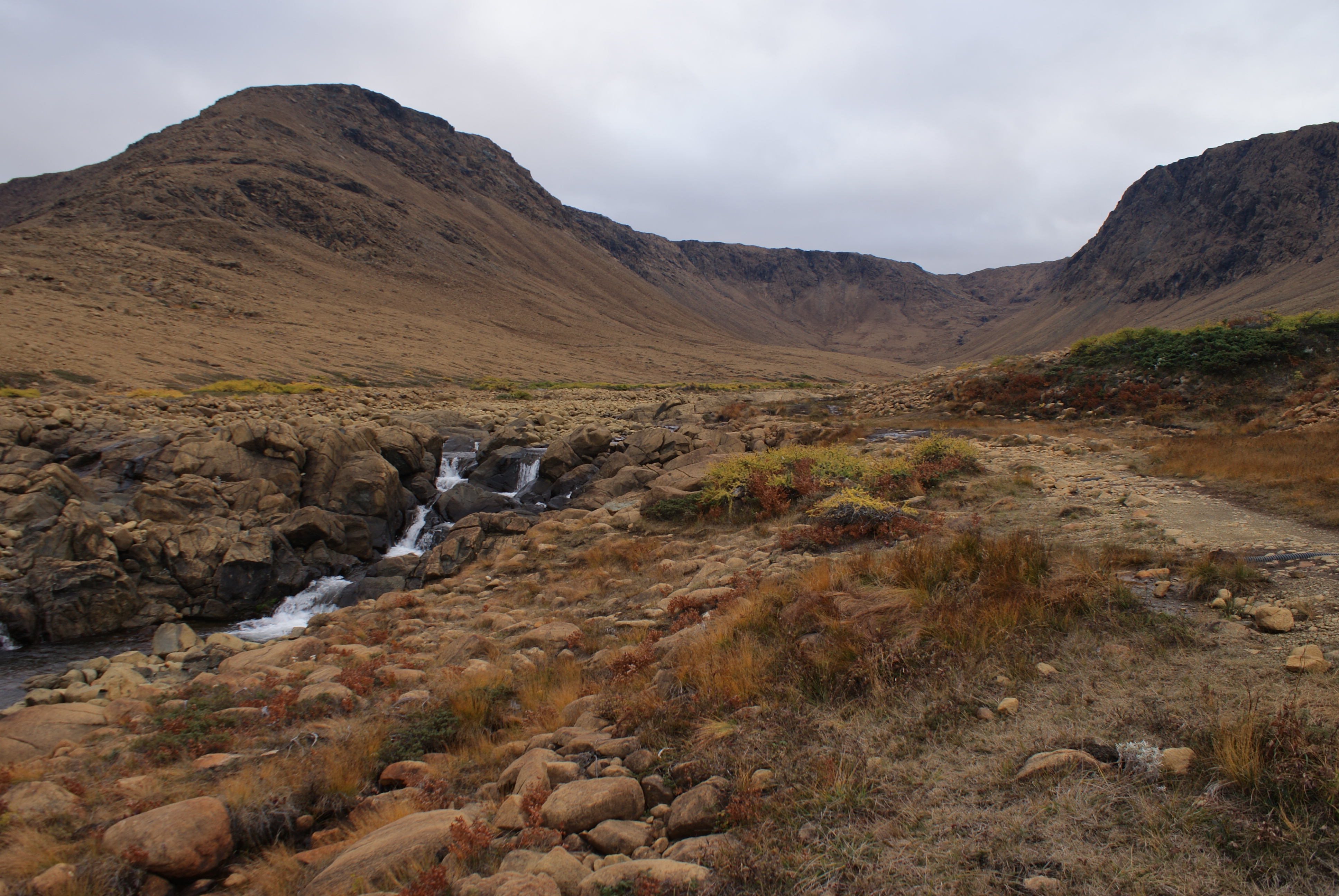
Nur in feuchten Abschnitten trifft man auf wenige Pflanzen

Aufgrund der Zusammensetzung des Peridotit-Gesteins ist Pflanzenwachstum nicht oder nur schwer möglich. In feuchten Senken, wo sich etwas Humus bildet, begünstigt der nährstoffarme Boden jedoch die Bedingungen für fleischfressende Pflanzen wie die heimischen Roten Schlauchpflanzen. Auf den kahlen Hochflächen und Bergen ist keinerlei Wachstum möglich.
Dies ist besonders auffallend, da die benachbarten Regionen mit anderer Bodenzusammensetzung  (zum Beispiel die Green Gardens) dicht bewaldet oder zumindest begrünt sind.